# Rörtjärnen (Örträsks socken, Lappland, 711400-165402)
Rörtjärnen är en sjö i Lycksele kommun i Lappland och ingår i Öreälvens huvudavrinningsområde.